# Acosmetia stagnicolor
Acosmetia stagnicolor là một loài bướm đêm trong họ Noctuidae.